# Krigsanstiftan
Krigsanstiftan är ett brott enligt svensk lag.
I brottsbalken 19 kap 2 § står:
"Den som med våldsamma medel eller utländskt bistånd framkallar fara för att riket skall invecklas i krig eller andra fientligheter, döms, om det ej är högförräderi, för krigsanstiftan till fängelse, lägst två och högst åtta år."